# Néstor Lo Tártaro
Néstor Adrián Lo Tártaro (Buenos Aires, Argentina, 21 de mayo de 1967) es un exfutbolista argentino. Actualmente es parte del cuerpo de técnico del colombiano Reinaldo Rueda en la Selección Honduras, desempeñando la función de preparador de arqueros.

## Trayectoria
Lo Tártaro como futbolista jugó como portero. Militando en diversos clubes de Argentina, Chile y Colombia. Estuvo activo entre 1987 y 2009 habiendo disputado más de 400 partidos.
Tras su retiro (2009) ingresa al cuerpo técnico de Julio César Falcioni. A quien acompañaría por diversos equipos durante 7años hasta (2016) cumpliendo la función de preparador de arqueros.
Entre el 2016 y 2019 fue asistente técnico de Javier Sanguinetti en Sol de América y Sportivo Luqueño de Paraguay.
Desde 2019 a 2020 se desempeñó como entrenador de arqueros de la Selección de fútbol de Chile, siendo parte del cuerpo técnico que encabezó el colombiano Reinaldo Rueda en el combinado chileno (país donde Lo Tártaro estuvo como jugador en 1994, cuando defendió a Deportes Antofagasta).
En 2021, ingresa como entrenador de arqueros a la Selección de fútbol de Colombia, siguiendo los pasos de Rueda.

## Clubes

### Como jugador
| Club                    | País      | Año       |
| ----------------------- | --------- | --------- |
| Platense                | Argentina | 1987-1989 |
| Banfield                | Argentina | 1989-1994 |
| Deportes Antofagasta    | Chile     | 1994      |
| Envigado                | Colombia  | 1995-1997 |
| América de Cali         | Colombia  | 1997      |
| Atlético Huila          | Colombia  | 1998      |
| Deportes Quindío        | Colombia  | 1999      |
| Cortuluá                | Colombia  | 1999-2000 |
| Huracán de Tres Arroyos | Argentina | 2000-2005 |
| C.A.I.                  | Argentina | 2005-2006 |
| Santamarina de Tandíl   | Argentina | 2006-2008 |
| Deportivo Roca          | Argentina | 2008-2009 |

### Como preparador de arqueros
| Club                  | País      | Año       | Asistente de         |
| --------------------- | --------- | --------- | -------------------- |
| Banfield              | Argentina | 2009-2010 | Julio César Falcioni |
| Boca Juniors          | Argentina | 2011-2012 | Julio César Falcioni |
| All Boys              | Argentina | 2013      | Julio César Falcioni |
| Universidad Católica  | Chile     | 2014      | Julio César Falcioni |
| Quilmes               | Argentina | 2015      | Julio César Falcioni |
| Sol de América        | Paraguay  | 2016      | Javier Sanguinetti   |
| Sportivo Luqueño      | Paraguay  | 2017-2018 | Javier Sanguinetti   |
| Sol de América        | Paraguay  | 2019      | Javier Sanguinetti   |
| Selección de Chile    | Chile     | 2019-2020 | Reinaldo Rueda       |
| Selección de Colombia | Colombia  | 2021-2022 | Reinaldo Rueda       |
| Selección de Honduras | Honduras  | 2023-     | Reinaldo Rueda       |